# Влодек, Пётр Афанасьевич
Пётр Афана́сьевич Вло́дек (9 января 1924, село Оженин, Острожский повят, Волынское воеводство — 7 октября 2017, Луцк, Украина) — священнослужитель Украинской православной церкви, митрофорный протоиерей, профессор богословия, первый ректор возрожденной Киевской духовной семинарии, почетный доктор богословия Киевской духовной академии (2009), почётный гражданин Волыни (2010).

## Биография
Родился 9 января 1924 года в семье учителя села Оженин Острожского уезда Волынского воеводства (ныне в Ровненской области).
Детство пришлось на годы насаждения католицизма в Польше. Несмотря на это, ещё в юности решил стать православным священником.
С началом Великой Отечественной войны становится слушателем пастырских курсов при Почаевской Свято-Успенской Лавре, затем сдает экзамены на священника. Был очевидцем похорон убитого националистами Алексея (Громадского) и других страшных событий церковной истории того времени.
С 1944 по 1945 год в рядах Красной армии участвовал в боевых действиях. Великую Отечественную войну закончил под стенами Рейхстага 9 мая 1945 года. Очевидец исторической встречи на Эльбе. Награждён многими орденами и медалями.
С 1946-го по 1948 — студент Волынской духовной семинарии. В 1948 году поступил в Московскую духовную академию, которую окончил в 1952 году со степенью кандидата богословия.
Рукоположён в священника 26 февраля 1956 года.
После окончания академии направлен преподавателем в Волынскую духовную семинарию, впоследствии становится инспектором. В 1962 году назначен ректором семинарии. Это было страшные для Церкви времена хрущёвских гонений. Ревностно защищал волынскую пастырскую школу от закрытия советской властью, однако в 1964 году семинария была закрыта. По его воспоминаниям, «в годы хрущёвских гонений претензий к студентам и преподавателям Духовной семинарии не имело только похоронное бюро».
После протоиерей Пётр несёт пастырские труды за рубежом — 6 лет в служил Берлинском кафедральном соборе и 8 лет настоятелем Эдмонтонской прихода в Канаде.
Накануне празднования тысячелетия Крещения Руси возвращается в Киев и в течение нескольких лет исполняет обязанности управляющего делами Украинского Экзархата.
В 1988 году становится ректором ещё несуществующей Киевской духовной семинарии. Добивается возвращения зданий, под его руководством осуществляется ремонт и постройка семинарских зданий, налаживается учебный процесс. Несмотря на все трудности, вспоминает это время как лучшее в жизни.
В 1991 году возвращается на Волынь и через год возглавляет Волынскую духовную семинарию, которая после захвата её помещений боевиками Киевского Патриархата размещалась в одной комнате. Возглавляя духовную школу в таком критический момент, он полностью восстанавливает учебный процесс. С 1993 года Волынская семинария получила во временное пользование полуразрушенное помещение.
Стал автором первого учебника по «Закону Божию», написанного на украинском языке. В 2003 году им создаётся новый учебник для детей младших классов. Автор большого числа конспектов и пособий, которые сегодня используются в духовных школах Украинской православной церкви.
16 июля 2006 года Священным Синодом Украинской православной церкви был освобождён от должности ректора Волынской духовной семинарии по собственному желанию. Синод постановил присвоить протоиерею Петру звание «почётного ректора Волынской семинарии».
Скончался 7 октября 2017 года, в возрасте 93 лет, в городе Луцке.

## Публикации
статьи
- Протоиерей Н. М. Тучемский (некролог) [бывший ректор Волынской духовной семинарии] // Журнал Московской Патриархии. 1963. — № 4. — С. 26-28.
- Братская встреча // Журнал Московской Патриархии. 1975. — № 1. — С. 55-56.
- Встреча нового Экзарха в Воскресенском соборе Западного Берлина // Журнал Московской Патриархии. 1971. — № 3. — С. 3-4.
- Из жизни епархий: Берлинская епархия // Журнал Московской Патриархии. 1971. — № 6. — С. 38-39.
- Представитель Русской Православной Церкви на XIII съезде ХДС в Эрфурте // Журнал Московской Патриархии. 1973. — № 4. — С. 53-55.
- Из жизни епархий: Среднеевропейский Экзархат // Журнал Московской Патриархии. 1973. — № 8. — С. 12-14.
- Наши экуменические встречи // Журнал Московской Патриархии. 1974. — № 1. — С. 65-67.
- Из жизни епархий: Берлинская епархия // Журнал Московской Патриархии. 1974. — № 11. — С. 21-22.
- Из жизни епархий: Берлинская епархия (100-летие дрезденского храма) // Журнал Московской Патриархии. 1975. — № 2. 22-23.
- Из жизни епархий: Берлинская епархия // Журнал Московской Патриархии. 1975. — № 12. — С. 19-20.
- Экуменическая хроника // Журнал Московской Патриархии. 1975. — № 12. — С. 62.
- 25-летие ГДР // Журнал Московской Патриархии. 1975. — № 1. — С. 49-50.
- XIV съезд клира и мирян Патриарших приходов в Канаде // Журнал Московской Патриархии. 1980. — № 4. — С. 13.
- Из жизни епархий: патриаршие приходы в Канаде // Журнал Московской Патриархии. 1983. — № 2. — С. 51.
- Из жизни епархий: патриаршие приходы в Канаде // Журнал Московской Патриархии. 1983. — № 6. — С. 30.
- Из жизни епархий: патриаршие приходы в Канаде // Журнал Московской Патриархии. 1984. — № 10. — С. 17-18.
- Из жизни епархий: патриаршие приходы в Канаде // Журнал Московской Патриархии. 1984. — № 11. — С. 26-27.
- Из жизни епархий: патриаршие приходы в Канаде // Журнал Московской Патриархии. 1985. — № 6. — С. 21.
- Вечная память почившим [Исаакий (Логвись), игумен, преподаватель Киевской Духовной семинарии, Киевская епархия] // Журнал Московской Патриархии. 1992. — № 1. — С. 39.

книги
- Конспект по Истории Русской Церкви для учащихся 1-го и 2-го классов Духовной Семинарии. — Киев : [б. и.], 1989.
- Закон Божий. — Мукачеве, 1994.
  - Закон Божий. — Луцьк: Волинська обласна друкарня, 2009. — 576 с.
- Збірка проповідей на неділі. — Київ : [б. и.], 1998.
- Посібник для недільних шкіл — Луцьк : Волынская духовная семинария, 2003
- Православ’я і світові релігіі. — Луцьк : Волынская духовная семинария, 2004.
- Проповеди на двунадесчтіе праздники и отдельніе собітия из церковной жизни. — Киев : [б. и.], 2006.

интервью
- Треба було з нічого створювати семінарію // Вісник прес-служби УПЦ. 2001. — № 3. — С. 25
- У роки хрущовських гонінь претензій до студентів і викладачів Духовної семінарії не мало тільки похоронне бюро // Офіційний вісник УПЦ. 2006. — № 58. — С. 43-46.
- «Мій церковний педстаж 52 роки, і кожен з них — це справжня радість»